# Myrmeleon (Myrmeleon) pertyi
Myrmeleon (Myrmeleon) pertyi is een insect uit de familie mierenleeuwen (Myrmeleontidae), die tot de orde netvleugeligen (Neuroptera) behoort. De soort komt voor in Brazilië.